# Aéro-Club de Suisse
L’Aéro-Club de Suisse (AéCS) (Aero-Club der Schweiz) est l’organisation faîtière de l’aviation légère et des sports aériens suisses et représente une valeur fixe[pas clair] dans le « système aéronautique suisse » dans son ensemble. Fondée en 1901, elle a son siège à Lucerne.